# Зворотний відлік (телесеріал)
«Зворотний відлік» (англ. Countdown) — це майбутній американський кримінальний драматичний телесеріал, створений та написаний Дереком Гаасом, за участю Дженсена Еклза. Прем'єра телесеріалу запланована на Prime Video 25 червня 2025 року перші три епізоди будуть доступні одразу, а решта виходитиме щотижня до 3 вересня 2025 року. 

## Сюжет
Після того, як офіцера Міністерства внутрішньої безпеки вбивають на очах, детектива поліції Лос-Анджелеса Марка Мічума залучають до таємної оперативної групи разом із агентами під прикриттям з різних правоохоронних органів, щоб вистежити вбивцю. Однак пошуки виявляють набагато темнішу змову, ніж будь-хто очікував, що розпалює шалену гонку за захист багатомільйонного міста.

## Актори та персонажі

### Головний склад
- Дженсен Еклз – Марк Мічум
- Джессіка Камачо – Ембер Оліверас
- Ерік Дейн – Нейтан Блайт
- Вайолетт Бін – Еван Шеперд
- Улі Латукефу – Лукас Фін
- Елліот Найт –Кейон Белл

### Другорядний склад
- Меррік Маккарт– окружний прокурор Грейсон Валвелл

## Список епізодів
| № серії | Назва серії    | Режисер(и)     | Сценарист(и) | Оригінальна дата показу |
| ------- | -------------- | -------------- | ------------ | ----------------------- |
| 1       | Буде оголошено | Буде визначено | Дерек Гаас   | 25 червня 2025          |
| 2       | Буде оголошено | Буде визначено | Дерек Гаас   | 25 червня 2025          |
| 3       | Буде оголошено | Буде визначено | Дерек Гаас   | 25 червня 2025          |
| 4       | Буде оголошено | Буде визначено | Дерек Гаас   | 2 липня 2025            |
| 5       | Буде оголошено | Буде визначено | Дерек Гаас   | 9 липня 2025            |
| 6       | Буде оголошено | Буде визначено | Дерек Гаас   | 16 липня 2025           |
| 7       | Буде оголошено | Буде визначено | Дерек Гаас   | 23 липня 2025           |
| 8       | Буде оголошено | Буде визначено | Дерек Гаас   | 30 липня 2025           |
| 9       | Буде оголошено | Буде визначено | Дерек Гаас   | 6 серпня 2025           |
| 10      | Буде оголошено | Буде визначено | Дерек Гаас   | 13 серпня 2025          |
| 11      | Буде оголошено | Буде визначено | Дерек Гаас   | 20 серпня 2025          |
| 12      | Буде оголошено | Буде визначено | Дерек Гаас   | 27 серпня 2025          |
| 13      | Буде оголошено | Буде визначено | Дерек Гаас   | 3 вересня 2025          |

## Виробництво
13-серійний серіал від Amazon MGM Studios був створений Дереком Гаасом, який також є виконавчим продюсером і шоураннером серіалу. Дженсен Еклз був підтверджений як частина акторського складу в червні 2024 року. Того місяця до акторського складу приєдналися Ерік Дейн та Джессіка Камачо. Вайолетт Бін, Улі Латукефу та Елліот Найт приєдналися до акторського складу в липні 2024 року.
Зйомки мали розпочатися в Лос-Анджелесі у вересні 2024 року, а в грудні 2024 року фотографії зі знімального майданчика з'явилися у ЗМІ. У березні 2025 року акторський склад оголосив у соціальних мережах про завершення виробництва.